# Phoenix-Eye (plataforma de satélite)
Phoenix-Eye, é a denominação de uma plataforma de satélites de origem chinesa sobre a qual a China Academy of Space Technology (CAST), constrói modernos satélites de observação da Terra.
Atualmente são fabricadas duas variantes dessa plataforma: A Phoenix-Eye-1, usada para os satélites do programa CBERS e a Phoenix-Eye-2 é usada para os demais satélites. 

## Especificações técnicas
- Massa total: 1500~3000kg
- Dimensões: 1800mm × 2000mm × 2200~4600mm (a altura é selecionada de acordo com a carga útil)
- Capacidade de carga útil: 500~1200 kg
- Órbita operacional: órbita heliossíncrona
- Modo de controle de atitude: estabilizado nos três eixos, direcionado à Terra
- Taxa de erro na precisão de direcionamento: <0,3°(3σ)
- Taxa de erro na estabilização: <5×10-4°/s (3σ)
- Taxa de erro na determinação da atitude: < 0,03° (3σ)
- Taxa de erro de posicionamento do painel solar: 4,5°
- Potência do painel solar: 1200~2300 W (EOL)
- Potência de alimentação para a carga útil: 700~1700 W
- Vida útil projetada: >4 anos

## Aplicações
A aplicação fundamental é a de satélites em órbita heliossíncrona.

## Experiência em voo
- CBERS 01(1999)
- CBERS 02(2003)
- CBERS 02B(2007)
- ZY-2 01(2000)
- ZY-2 02(2002)
- ZY-2 03(2004)